# Самаро-Орельський улус
Самаро-Орельський улус — найпівнічніше адміністративно-територіальне формування у складі Золотої Орди у 1300—1455 роках. Власна назва невідома, застосовується сучасна умовна назва.

## Історія
Ймовріно утворився близько 1300 року, коли після поразки Ногая з його улусу хан Токта виокремив східну частину для свого сина Ільбасмиша. Близько 1320 року останній втратив владу над улусом внаслідок участі в заколоті проти нового хана Узбека. Останній впровадив практику призначення на чолі улусів вірних емірів, що не належали до Чингизідів.
На середину XIV ст. цей улус був під контролем роду Киятів, з якого походив Мамай. Протягом 20 років існування «Мамаєвої Орди» саме тут перебував її політичний центр. Тохтамиш, взявши
під контроль Золоту Орду, періодично відкочовував в цей улус. Напевне в цей час тут панували його сини. 1395 року улус було понищено військом чагатайського аміра Тимура. Частина населення відійшла на Правобережжя.
Напередодні битви на Ворсклі 1399 року в цьому улусі перебувало військо хана Тимур-Кутлука. В подальшому територія улуса стає місцем протистояння Великого князівства Литовського і Золотої Орди.
У 1420-х роках владу над улусом взяв хан Улуг-Мухаммед. 1432 року владу над Самаро-Орельським улусом встановив Саїд-Ахмад I, хан Великої Орди. Після його поразки 1455 року територія улусу відійшла до Київського князівства. У 1478 році, скориставшись ліквідацією останнього, кримський хан Менґлі I Ґерай вимагав у київського воєводи повернення собі Самаро-Орільського улуса.

## Територія
На заході кордон улусу проходив Дніпром. Північним кордоном мала слугувати Ворскла (тут межував з улусом Манкерман). Південна межа можливо йшла по узбережжю Чорного моря (в районі гирла Дніпра). Далі напевне піднімалася до Овечої Води чи навіть Кінських Вод. Східний кордон мав проходив Сіверським Донцем.
Ставка розташовувалася в поселені, відомомому як «Мамаев Сарай» (Кучугурське городище).

## Економіка
Розташування на торгових шляхах і внутрішнє розташування улусу неабияк сприяли росту населення і збагаченню його знаті. Сприятливо на рівні життя позначалися багаті пасовиська (насамперед в долині річки Самара), особливо в зимову пору року. Це сприяло розведенню коней і овець.
Важливе значення мало поселення, відоме в генуезців як Леріки-Локум Іліціс, через яке правителі улусуз середини XIV ст. здійснювали активну торгівлю.